# 正先
正先（?—公元前208年），秦始皇时的秦朝博士。
正先在赵高专权时因为批评赵高而被杀，汉朝京房的弟子姚平认为赵高以此立威，秦朝之乱，是赵高引起的。